# Historia de las ideas

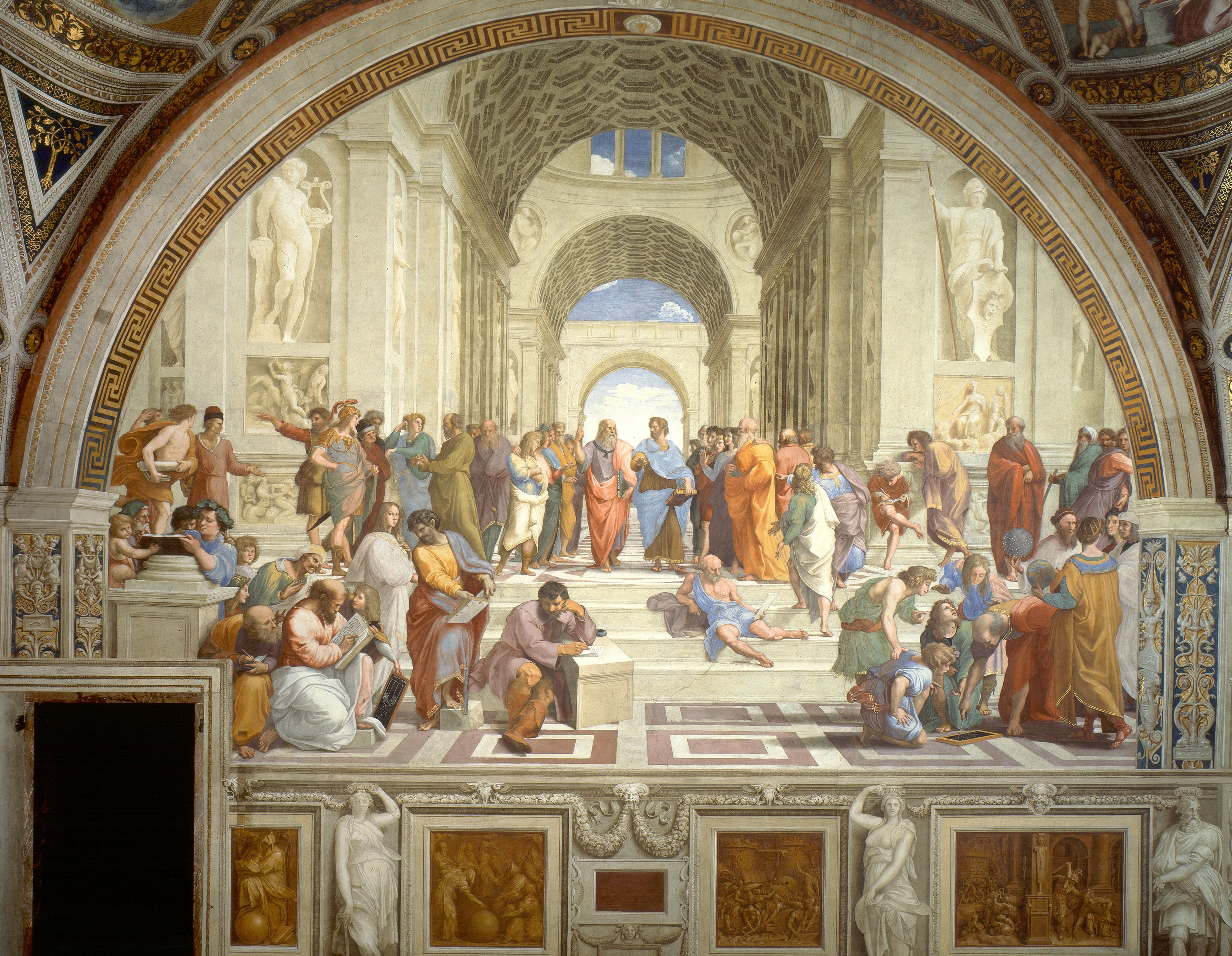
En su La escuela de Atenas, Rafael buscó plasmar dos milenios de historia del pensamiento occidental, con Platón y Aristóteles ocupando el centro.

La historia de las ideas es un enfoque de la historiografía que estudia la determinación y evolución de las ideas expresadas o reconstruibles a través de las distintas producciones culturales. Éstas pueden abarcar desde textos científicos hasta ensayos, novelas y obras pictóricas, siendo el entorno tradicionalmente privilegiado para la investigación el de la llamada alta cultura.  
Habitualmente se asigna a la historia de las ideas un cierto parentesco metodológico con la literatura comparada y, en general, la comparatística. El reconocimiento de diversos niveles de filiación, influencia, continuidad y ruptura entre diferentes obras humanas forma parte esencial de las herramientas con las que trabaja un historiador de las ideas. A nivel teórico, esto supone dar una cierta independencia analítica -cuando no ontológica- a las ideas o representaciones volcadas en dichas obras con respecto a los sujetos y su contexto de producción. 
En verdad puede decirse que existe un subcampo de la historia de las ideas aplicado a cualquier cuerpo o tradición de conocimiento sobre una materia en particular. Desde las prácticas de los antiguos doxógrafos hasta el presente, el enfoque de la historia de las ideas ha sido aplicado a diversas áreas como la historia de la ciencia, la historia de la filosofía, la historia de la literatura, la historia del arte, la historia de las ideas estéticas, la historia del pensamiento social, la historia de las ideas jurídicas y la historia de la teología. Con todo, cabría distinguir a la historia de las ideas con pretensiones historiográficas de aquellas filosofías de la historia de las ideas de corte netamente especulativo, como las teleologías de Saint Simon, Hegel, Comte, Spengler y Toynbee. 
En tiempos recientes, la nueva historia intelectual consistió un desprendimiento consciente y consecuente desde la historia de las ideas hacia un enfoque enriquecido por los aportes de la historia cultural. 

## Caracterizaciones

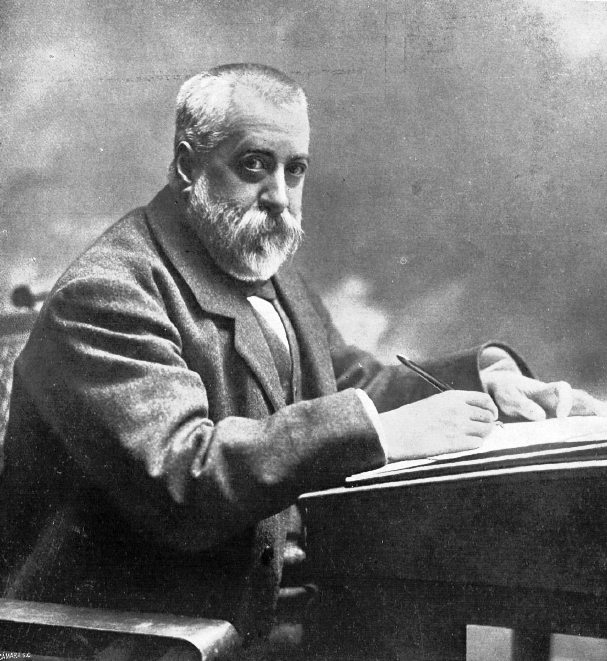
Fotografía realizada por Kaulak y publicada con motivo del fallecimiento de Marcelino Menéndez Pelayo.

En España, una especificación y construcción ejemplar del género intelectual de la "Historia de las Ideas" nació en la Historia de las ideas estéticas en España de Marcelino Menéndez Pelayo en 1883, la cual incluye en su preliminar un programa que define este género intelectual de manera estricta, precisa y extraordinariamente abarcadora en sus términos:
«1º Las disquisiciones metafísicas de los filósofos españoles acerca de la belleza y su idea. 2º Lo que especularon los místicos acerca de la belleza en Dios, considerándola principalmente como objeto amable, de donde resulta que no podemos separar siempre en ellos la doctrina de la belleza de la doctrina del amor, que llamaremos, siguiendo a León Hebreo, Philographia, y que, rigurosamente hablando, corresponde a la filosofía de la voluntad, y no a la del entendimiento ni a la de la sensibilidad, que son las facultades que principalmente intervienen en la contemplación y estimación o juicio de lo bello. 3º Las indicaciones acerca del arte en general, esparcidas en nuestros filósofos y en otros autores de muy desemejante índole. 4º Todo lo que contienen de propiamente estético, y no de mecánico y práctico, los tratados de cada una de las artes, verbigracia, las Poéticas y las Retóricas, los libros de música, de pintura y de arquitectura, etc., etc. 5º Las ideas que los artistas mismos, y principalmente los artistas literarios, han profesado acerca de su arte, exponiéndolas en los prólogos o en el cuerpo mismo de sus libros» (Historia de las Ideas Estéticas en España).
En el siglo XX el historiador estadounidense Arthur O. Lovejoy (1873-1962) se sirvió restringidamente de la fórmula "historia de las ideas" a fin de designar ciertos argumentos filosóficos, sobre todo relativos a "la gran cadena del ser", estudiados mediante pequeñas monografías que luego acumuló en una obra de conjunto. También llegó a crear un History of Ideas Club en la Johns Hopkins University, donde fue profesor de historia entre 1910 y 1939. Allí difundió este concepto entre alumnos y colegas como Leo Spitzer, con los cuales mantuvo extensos debates. 
Por otra parte, en Ideología y utopía (1927) el sociólogo Karl Mannheim distinguía entre la historia de las ideas y la historia materialista de tipo marxista, reactualizando así la oposición idealismo / materialismo y privilegiando el último término de esta oposición. Representante del historicismo alemán, Mannheim acepta concebir una historia de las ideas a condición de que estas sean expuestas en su contexto sociohistórico de emergencia. Habla pues no tanto de relativismo, sino de relacionismo, esto es, de la necesidad para el historiador de poner las ideas en relación con lo que las vuelve posibles, frente al atomismo y abuso documental del positivismo. Dentro de esta óptica, la historia no está comprendida en términos de continuidad, sino más bien en función de cambios, de transformaciones, de renovaciones o de desarrollos que siguen los datos espaciotemporales de los objetos estudiados.
Este proyecto de una historia de las ideas será seguido —desde una óptica diferente— por Michel Foucault, quien afirmaba, como el referido Paul Veyne, que «la historia de las ideas comienza verdaderamente cuando se ha de tener en cuenta del carácter múltiple de la “verdad” a través de la historia». Las ideas varían en función de las culturas y, para darse asumir esto, es preciso levantar acta de los efectos de ruptura, de la historia, de las diversas maneras de pensar de los actores y de las variaciones semánticas del pensar de los actores y del lenguaje, todo lo cual impide concebir una historia de las ideas de carácter homogéneo y continuo.

## La historia de las ideas y su contexto histórico e intelectual
Pueden encontrarse esbozos de historia de las ideas en Aristóteles, que poseía un fino sentido crítico para clasificar la importancia de sus fuentes, o en historiadores posteriores como notablemente Ibn Jaldún en el siglo XIV. Su Historia universal revela unos enormes conocimientos y una inusual capacidad para desarrollar teorías generales que explican siglos de evolución social y política. Fue el único historiador musulmán de su época que sugirió razones económicas y sociales para el cambio histórico, pero su trabajo, ampliamente leído y copiado, no tuvo una influencia real hasta el siglo XIX. Muy diversos sectores y escuelas del pensamiento europeo pueden reclamar posiciones de hecho en establecimientos determinables como de Historia de las ideas, así notablemente por ejemplo, la Escuela de Salamanca, no ya en lo relativo a problemas teológicos y morales sino políticos y económicos. Sea de recordar por otra parte, que la primera persona que escribió una historia completa de China desde sus orígenes fue Sima Qian, que redactó su Shiji (Memorias históricas) durante el gobierno de la dinastía Han. Esta obra incluye datos tabulados, ensayos sobre cuestiones actuales de la época y biografías de personajes destacados. Si en la tradición occidental corresponde al humanismo el mayor núcleo y permanente corriente de creación de ideas clave de la civilización occidental, en la tradición asiática esta función ha estado desempeñada por el confucianismo.
El descubrimiento de América provocó una nueva proliferación de ideas cuya visión del mundo supuso una amplia conmoción y debate en torno a lo que era el ser humano y los modos de ser del mismo que es patente en escritores como Montaigne. 
La Ciencia nueva del genial profesor de Retórica napolitano Giambattista Vico no sólo concibió una original teoría espiral de la historia según la cual esta se desarrolla a través de la sucesión cíclica de tres etapas (divina, heroica y humana) sino que contribuyó además al vuelco de las ideas de fondo sobre el lenguaje y la poesía en un sentido que sería decisivo para la época romántica.
El contraste entre diversas ideas constituyó algo fundamental en Montesquieu y escritores de la Ilustración como Voltaire. Recuperó la tradición historiográfica literaria a la que se añade la excitación de su provocativo racionalismo e ignoró el interés clásico por la historia política incluyendo todas las facetas de la civilización en una historiografía de profundo carácter intelectual, despreocupándose del detalle erudito. Otros ilustrados diversos como David Hume o Jean Antoine Condorcet, continuaron esa concepción filosófica de la historia y la evaluación indiferente de las evidencias. Edward Gibbon escribió con esa inspiración su Historia de la decadencia y caída del Imperio romano (1776-1788). La escuela universalista española desplegó un semillero enciclopédico de ideas científicas, humanísticas, musicológicas y filológicas, especialmente en Italia, también en América. 
Con la obra e influencia de Leopold von Ranke, máximo exponente del historicismo, la historiografía había alcanzado identidad académica independiente, dotada de propio método crítico y universalmente reconocido. Ranke insistió en una desapasionada objetividad como punto de vista propio del historiador, e hizo de la consulta de las fuentes documentales una ley de la reconstrucción histórica. Progresó de forma sustancial en la Crítica de las fuentes, más allá de los logros de los especialistas en antigüedades, al tener en consideración las circunstancias históricas del escritor que se convirtieron en la clave para evaluar los documentos. Esta combinación de la objetividad del historiador (al menos como ideal) con la aguda observación de que todos los historiadores son producto de su tiempo y entorno, y que por tanto sus relatos son necesariamente subjetivos, auguraba la ruptura de la conexión de la historiografía clásica con el arte literario, de carácter intuitivo, y la alineaba con la moderna investigación científica. 
Pero la mayor riqueza y contribución a lo que llegaría a ser la historia de las Ideas corresponde sin duda a la obra y el pensamiento de Jacob Burckhardt, fundamentador de la historia cultural y otras muchas cosas más tarde rentabilizadas. François Guizot trabajó propiamente la historia de las civilizaciones. Por su parte, la epistemología de las Ciencias humanas como Ciencias del espíritu, al igual que la Hermenéutica, encuentran en la obra de Dilthey su proyección más vinculable a la Historia de las Ideas. El positivismo se instaló en España con la obra de Marcelino Menéndez Pelayo, memorable y decisivo por casi todas sus obras, allegable a terrenos característicos del pensamiento ideológico en su juvenil, monumental y beligerante Historia de los heterodoxos españoles, maduro en Los orígenes de la novela y, sobre todo, su original y fundacional Historia de las Ideas Estéticas en España (1883-1889). 
Como extensión de la historia de las ideas del siglo XIX, cabe destacar la notable influencia de Oswald Spengler con su La decadencia de Occidente, con un enfoque evolucionista y decadentista de la historia general de las civilizaciones. Otro gran ejemplo, que al menos parcialmente puede ser considerado entre los historiadores de las ideas es el historiógrafo británico Arnold Joseph Toynbee en sus doce volúmenes A study of history o Estudio de la historia (1934-1961), donde se define la filosofía de la historia como el análisis del desarrollo y declive cíclico de las civilizaciones. Pero su método de trabajo es en exclusiva historiográfico. 

## Historia de las ideas en elsigloXX
A veces se han tomado en cuenta dos dimensiones explicativas para abordar las diversas corrientes de pensamientos a principios del siglo XX. Durante esos años, los pensadores y los movimientos intelectuales eran con frecuencia objeto de estudio de las denominadas “historias del pensamiento” y las “historias de la filosofía”.
En el primer caso, se planteaba un enfoque que establecía una estrecha relación entre los pensadores “clásicos” y sus producciones textuales más representativas. Esta operación proporcionaba al investigador la posibilidad de analizar un corpus bibliográfico identificando y examinando los contenidos o temáticas centrales latentes en los pensadores a través de sus escritos más destacados. En general, se establecía una línea que se dedicaba a realizar una exégesis de las obras principales. Estos textos en alguna medida constituían una herencia en el pensamiento moderno porque, entre otras cuestiones, estos sistemas de ideas se traslucían en los diseños políticos e institucionales actuales. Tal maniobra analítica dejaba de lado el contexto social de producción de los textos. Estos sólo se analizaban en cuanto que constituían un “canon” que bajo el rótulo de “textos clásicos” interesaban a la luz que posibilitaban la comprensión y el establecimiento de una continuidad temporal con el presente.
Las historias de la filosofía, en cambio, accedían al estudio de las ideas a través de los sistemas, escuelas o movimientos; así, por ejemplo, estudiaba el idealismo alemán, al racionalismo francés, al empirismo inglés, y no a Hegel, Descartes o Locke. 
La desventaja de tal enfoque radicaba en concebir a estos movimientos filosóficos como irreductibles, cerrados en sí mismos, sin conexiones posibles,  colocaban en segundo plano los rasgos del contexto social y la articulación entre una determinada corriente intelectual y la cultura que lo daba a nacer.
Contra estas dos visiones tradicionales se dieron dos reacciones que pusieron en evidencia la ausencia del componente histórico y social en el análisis de los pensamientos.  La primera se originó en el continente americano, y tomó como nombre history of ideas, fue impulsada principalmente por Arthur O. Lovejoy. La segunda, apareció en Europa continental, Francia, y se denominó Histoire des mentalités, originada en los estudios de la Escuela de los Annales, a partir de las líneas de investigación que impulsaron los trabajos pioneros de Lucien Febvre y Marc Bloch.
Según Lovejoy «El estudio de la historia de las ideas no necesita justificarse a sí mismo sobre la base de sus potenciales servicios —grandes, por cierto— a los estudios históricos bajo otros nombres. Tiene su propia razón de ser. No es meramente auxiliar de otros estudios, sino que otros estudios son, más bien, auxiliares suyos. Conocer, tan ampliamente como sea posible, los pensamientos que los hombres han tenido sobre temas que les concernían; determinar cómo estos pensamientos han surgido, se han combinado, interactuado o neutralizado a otros, y cómo se han relacionado diversamente con la imaginación, las emociones y el comportamiento de quienes los han tenido: en el conjunto de esa rama del conocimiento que llamamos historia, esto no es sino una parte esencial, es más, su parte central y más vital».
En la segunda mitad del siglo XX, los historiadores se acercaron crecientemente las ciencias sociales como la sociología, la psicología, la antropología y la economía y a nuevos métodos y sistemas explicativos. Se ha matematizado en los estudios económicos y demográficos. La ya perdida influencia de las teorías marxistas sobre el desarrollo económico y social fue muy relevante al igual que la aplicación de la teoría del Psicoanálisis a la historia. Por otra parte se reconsideran las relaciones entre la literatura y la historia. Como una derivación del marxismo, el materialismo cultural incidió en el campo de la Antropología. También la historia del pensamiento social contribuyó, principalmente desde algunos ámbitos académicos, al corpus de doctrinas producido y recopilado a lo largo de la historia de la humanidad, básicamente como un saber científico acumulado.
Entre los más genuinos representantes de la "Historia de las ideas políticas" se encuentran Isaiah Berlin, Mark Bevir, Pierre-André Taguieff, Marc Crapez, Andreas Dorschel... Por otro lado, parte de las obras de Stephen Toulmin, Allan Janik y June Goodfield pueden entenderse como propias de historiadores de las ideas.

## La Historia de las ideas en  el mundo  hispánico durante elsigloXX
Tras Marcelino Menéndez Pelayo, creador de la disciplina desde el ámbito de la Estética, y tras las Ideas y creencias de Ortega y Gasset en 1940, así como la importante Revista de Ideas Estéticas (1943-1979), otros autores también contribuyeron notablemente al despliegue de esta metodología en el siglo XX español. Entre ellos, en primer lugar el kantiano Manuel García Morente, el historiador y crítico literario Américo Castro, y con mayor o menor dedicación, pero siempre significativa, el arabista Julián Ribera, el crítico literario y de la cultura Pedro Sáinz Rodríguez, el antropólogo Julio Caro Baroja, el historiador social José Antonio Maravall, el crítico de arte José Camón Aznar, o José Luis López Aranguren y parte de su escuela, el historiador de las ideas lingüísticas Lázaro Carreter, el poeta y crítico José María Valverde, el hispanista Ciriaco Morón Arroyo, el historiador Francisco Márquez Villanueva... Entre los discípulos de Luis Diez del Corral (1911-1998) es de recordar al liberal Dalmacio Negro Pavón, cuya obra penetra en el siglo XXI.
El ámbito hispanoamericano produjo, en coincidencia con el final de la guerra civil española, un notable arraigo y expansión de la Historia de las Ideas, sobre todo en los campos del pensamiento filosófico y de las teorías políticas. Este género historiográfico sirvió tanto para elevar las posibilidades de una naciente y renovadora versatilidad intelectual como para discernir y subrayar un modo característico del pensamiento hispánico, no proclive al sistema. Argentina y México, primeramente, pero también Colombia y Uruguay e incluso Venezuela, son sin duda los focos principales, pero sin olvidar el hecho de la itinerancia de algunos autores importantes, como es el caso de Pedro Henríquez Ureña, mentor intelectual de varias generaciones americanas. 
En Argentina especialmente, entre los más destacados cultivadores de la disciplina deben ser recordados, en primer lugar el español emigrado Francisco Romero, Alejandro Korn, que dio nombre a una cátedra de Historia de las Ideas, José Luis Romero y, por otra parte, la filóloga María Rosa Lida. Pero también con gran relevancia han de ser tenidos en cuenta Arturo Andrés Roig y el uruguayo Arturo Ardao. Con posterioridad, Alberto Guerberof y Oscar Terán, ambos vinculados al pensamiento socialista y fallecidos en 2008.
En México se encuentra sin duda junto a Argentina la mayor producción hispanoamericana en este campo. Es de considerar, en primer término, a Alfonso Reyes, así como al exiliado español José Gaos y su «Seminario de Historia de las Ideas» en El Colegio de México,[cita requerida] pero también a Silvio Zavala, la escuela de los antropólogos, el español transterrado Eduardo Nicol, el filósofo Samuel Ramos, los historiadores Ángel María Garibay y Edmundo O'Gorman, o Leopoldo Zea, director del Instituto Panamericano, y Luis Villoro (1922-2014), que ha hecho la crónica y bibliografía de todo ello.
En Cuba es de subrayar al poeta y pensador José Lezama Lima (1910-1976), autor de La Expresión Americana, en materia estética y literaria, ejemplo mayor de entre otros neobarrocos, como el sobre todo novelista Alejo Carpentier, o Severo Sarduy, ya de una generación posterior.
En Puerto Rico es de destacar la obra del emigrado austriaco, dramaturgo, profesor de filosofía e historiador de las ideas en lengua española Ludwig Schajowicz (1910-2003).

## Críticas y renovación
La transición del siglo XIX al siglo XX vio aparecer una serie de planteos que, provenientes de diferentes disciplinas, vinieron a complejizar y minar las bases de la historia de las ideas. El gran aporte de los llamados maestros de la sospecha (Karl Marx, Friedrich Nietzsche y Sigmund Freud) consistió en buscar desmontar los mitos de la supuesta autonomía de la Razón y de la marcha consciente y consecuente de esta hacia el Progreso universal. En el caso de Marx, su teoría del materialismo histórico puso en primer plano cómo la Iglesia, el Estado, el derecho y la esfera de la cultura en toda su amplitud están atravesados por los conflictos sociales inherentes a una sociedad de clases. Las ideas (o la ideología), en este contexto, son un instrumento de poder ya sea para perpetuar el dominio de la clase dominante o para disputarlo y transformar las relaciones de producción. 
En lo sucesivo intelectuales de diversas procedencias como Max Weber, Georg Lukács, Antonio Gramsci, Max Horkheimer, Theodor Adorno, Thomas Kuhn y Michel Foucault se dedicaron a abordar de forma crítica la interrelación entre el poder y las ideas, en gran parte en reacción contra la historia de las ideas dominante. Por otra parte, dentro del campo historiográfico, la historia de las ideas perdió prestigio frente a perspectivas más metódicas, como la escuela metódica, la escuela de Annales y la cliometría, las cuales privilegiaron el estudio de hechos políticos, sociales y económicos de la vida de las sociedades. La historia de las ideas quedó relegada a los historiadores del arte y los historiadores de la filosofía, que la mayoría de las veces no eran historiadores de formación sino filósofos. 
Los grandes renovadores de la historia cultural del siglo XX solieron criticar a la historia de las ideas por su excesivo generalismo y la falta de atención a problemas historiográficos situados en sociedades concretas. La historia de las mentalidades de Huizinga, Febvre y Bloch buscó captar el imaginario colectivo a través de fenómenos como el pesimismo, la incredulidad religiosa o la creencia en la taumaturgia real, por sólo citar tres ejemplos. Sus continuadores de la Escuela de Annales hicieron lo propio por incorporar a la práctica historiográfica nuevos métodos para abordar los aspectos culturales desde perspectivas diferentes a las de la historia de las ideas.
El panorama de la segunda mitad del siglo XX vio emerger un campo comúnmente denominado la nueva historia intelectual, de la mano de historiadores como J. G. A. Pocock, Quentin Skinner, Reinhart Koselleck, François Furet, Carl Emil Schorske y François Dosse. Si bien de características muy disímiles, todos estos nuevos estudios se caracterizan por reivindicar la autonomía de lo político y lo intelectual como criterio metodológico para comprender procesos complejos de cambio cultural.
Más recientemente, desde la historia cultural se produjo un movimiento hacia la historia del conocimiento y de la ignorancia, así como de las prácticas a ellas asociadas. Algunos de los principales referentes son Michel Foucault, Peter Burke, y Alain Corbin.